# Яуногре (остановочный пункт)
Я́уногре (латыш. Jaunogre) — остановочный пункт на территории города Огре в Огрском крае Латвии, на железнодорожной линии Рига — Крустпилс.

## История
Платформа Огре II открыта в 1928 г. Пассажирский павильон построило Малукалнское (Яуногрское) общество благоустройства по проекту архитектора В. Шервинского. В последующие годы по заданию общества на платформе установили белые лакированные скамьи, возвели веранду и позаботились об электрическом освещении. В 1932 г. остановочный пункт переименован в Яуногре. В 1939 г. пассажирский павильон сменило деревянное здание, которое, в свою очередь заменили каменным в 1959 г..